# Philonotis myriocarpa
Philonotis myriocarpa är en bladmossart som beskrevs av W. P. Schimper, Ferdinand François Gabriel Renauld och Jules Cardot 1890. Philonotis myriocarpa ingår i släktet källmossor, och familjen Bartramiaceae. Inga underarter finns listade i Catalogue of Life.